# Jules Johannard
Jules Paul Johannard (Beaune, 22 gennaio 1843 – Londra, 16 novembre 1892) è stato un attivista francese.
Membro della I Internazionale, fu una personalità della Comune di Parigi.

## Biografia
Figlio di Bonne Girard e di Etienne Johannard, un commerciante di stoffe, Jules Johannard lavorò come rappresentante di fiori artificiali. Iscritto alla massoneria e oppositore del regime bonapartista, dovette esiliarsi a Londra, dove nel 1867 aderì alla Prima Internazionale e ne divenne membro del Consiglio generale. Tornato in Francia nel 1870, fu arrestato e condannato a un anno di carcere.
Liberato alla proclamazione della Repubblica, il 4 settembre, il Comitato di vigilanza del II arrondissement di Parigi lo scelse come suo delegato al Comitato centrale dei venti arrondissement, ed egli partecipò alla sollevazione del 31 ottobre contro il governo di difesa nazionale.
Dopo la proclamazione della Comune, fu eletto il 16 aprile 1871 al Consiglio e fece parte della Commissione esteri e poi della Commissione militare. Votò a favore della creazione del Comitato di Salute pubblica e fu nominato delegato civile presso il generale federato La Cécilia.
Dopo la Settimana di sangue, mentre la corte marziale di Versailles lo condannava a morte in contumacia, Johannard riuscì a fuggire a Londra, dove continuò la sua militanza nel Consiglio generale dell'Internazionale.